# 2022年度香港各大音樂串流平台點播冠軍歌曲列表
2022年度香港各大音樂串流平台點播冠軍歌曲列表列出2022年間於香港各大音樂串流平台點播冠軍歌曲之粵語流行音樂流行榜冠軍歌曲。

## 流行榜
所統計之電子傳媒機構流行榜包括（按報榜時段排序）：
| 機構    | 流行榜                       |
| ------- | ---------------------------- |
| KKBOX   | KKBOX本地單曲週榜            |
| JOOX    | JOOX本地熱播榜               |
| MOOV    | moov本地熱播Top 100          |
| Spotify | Spotify 熱門歌曲香港音樂週榜 |

## 冠軍歌曲
以下列表列出各台於2022年度的冠軍歌曲。
| 歌曲（N） | N週冠軍 |

### 第一季
| 週 | KKBOX                      | JOOX                          | MOOV                       | Spotify                    |
| -- | -------------------------- | ----------------------------- | -------------------------- | -------------------------- |
| 1  | 12 MIRROR                  | I Know（feat. AGA） 姜濤、AGA | 記憶棉（3） MC 張天賦      | 記憶棉（10） MC 張天賦     |
| 2  | 記憶棉（6） MC 張天賦      | 記憶棉（2） MC 張天賦         | 一表人才 呂爵安、邱鋒澤    | 記憶棉（11） MC 張天賦     |
| 3  | 記憶棉（7） MC 張天賦      | 記憶棉（3） MC 張天賦         | 記憶棉（4） MC 張天賦      | 記憶棉（12） MC 張天賦     |
| 4  | 記憶棉（8） MC 張天賦      | 鏡中鏡 姜濤                   | 記憶棉（5） MC 張天賦      | 記憶棉（13） MC 張天賦     |
| 5  | 記憶棉（9） MC 張天賦      | 鏡中鏡（2） 姜濤              | 記憶棉（6） MC 張天賦      | 記憶棉（14） MC 張天賦     |
| 6  | 記憶棉（10） MC 張天賦     | 鏡中鏡（3） 姜濤              | 記憶棉（7） MC 張天賦      | 記憶棉（15） MC 張天賦     |
| 7  | 記憶棉（11） MC 張天賦     | 鏡中鏡（4） 姜濤              | 記憶棉（8） MC 張天賦      | 記憶棉（16） MC 張天賦     |
| 8  | 留一天與你喘息 陳卓賢      | 鏡中鏡（5） 姜濤              | 記憶棉（9） MC 張天賦      | 留一天與你喘息 陳卓賢      |
| 9  | 留一天與你喘息（2） 陳卓賢 | 留一天與你喘息 陳卓賢         | 留一天與你喘息 陳卓賢      | 某種老朋友 林家謙          |
| 10 | 留一天與你喘息（3） 陳卓賢 | 留一天與你喘息（2） 陳卓賢    | 留一天與你喘息（2） 陳卓賢 | 留一天與你喘息（2） 陳卓賢 |
| 11 | 留一天與你喘息（4） 陳卓賢 | 留一天與你喘息（3） 陳卓賢    | 留一天與你喘息（3） 陳卓賢 | 留一天與你喘息（3） 陳卓賢 |
| 12 | 留一天與你喘息（5） 陳卓賢 | 留一天與你喘息（4） 陳卓賢    | 留一天與你喘息（4） 陳卓賢 | 留一天與你喘息（4） 陳卓賢 |
| 13 | Never-never Land COLLAR    | 留一天與你喘息（5） 陳卓賢    | 留一天與你喘息（5） 陳卓賢 | Dear My Friend,（3） 姜濤  |

### 第二季
| 週 | KKBOX                      | JOOX                       | MOOV                       | Spotify                   |
| -- | -------------------------- | -------------------------- | -------------------------- | ------------------------- |
| 14 | 留一天與你喘息（6） 陳卓賢 | 留一天與你喘息（6） 陳卓賢 | 留一天與你喘息（6） 陳卓賢 | Dear My Friend,（4） 姜濤 |
| 15 | Elevator 呂爵安            | 留一天與你喘息（7） 陳卓賢 | 留一天與你喘息（7） 陳卓賢 | Dear My Friend,（5） 姜濤 |
| 16 | 留一天與你喘息（7） 陳卓賢 | Elevator 呂爵安            | 留一天與你喘息（8） 陳卓賢 | Dear My Friend,（6） 姜濤 |
| 17 | 小心地滑 MC 張天賦         | Elevator（2） 呂爵安       | 留一天與你喘息（9） 陳卓賢 | 小心地滑 MC 張天賦        |
| 18 | 離別的規矩 柳應廷          | Elevator（3） 呂爵安       | 小心地滑 MC 張天賦         | Dear My Friend,（7） 姜濤 |
| 19 | 作品的說話 姜濤            | 作品的說話 姜濤            | 離別的規矩 柳應廷          | Dear My Friend,（8） 姜濤 |
| 20 | Got U 陳卓賢               | 作品的說話（2） 姜濤       | 作品的說話 姜濤            | 作品的說話 姜濤           |
| 21 | 賽勒斯的愛 張敬軒          | 作品的說話（3） 姜濤       | 作品的說話（2） 姜濤       | 作品的說話（2） 姜濤      |
| 22 | 作品的說話（2） 姜濤       | 作品的說話（4） 姜濤       | 小心地滑（2） MC 張天賦    | 作品的說話（4） 姜濤      |
| 23 | 記憶棉（12） MC 張天賦     | 作品的說話（5） 姜濤       | 小心地滑（3） MC 張天賦    | 作品的說話（5） 姜濤      |
| 24 | 記憶棉（13） MC 張天賦     | 作品的說話（6） 姜濤       | 小心地滑（4） MC 張天賦    | 作品的說話（6） 姜濤      |
| 25 | King Kong 盧瀚霆           | 作品的說話（7） 姜濤       | 小心地滑（5） MC 張天賦    | 作品的說話（7） 姜濤      |
| 26 | King Kong（2） 盧瀚霆      | King Kong 盧瀚霆           | 離別的規矩（2） 柳應廷     | 作品的說話（8） 姜濤      |

### 第三季
| 週 | KKBOX                         | JOOX                          | MOOV                          | Spotify                       |
| -- | ----------------------------- | ----------------------------- | ----------------------------- | ----------------------------- |
| 27 | 飄流教室 古巨基、呂爵安       | 作品的說話（8） 姜濤          | 飄流教室 古巨基、呂爵安       | 作品的說話（9） 姜濤          |
| 28 | 飄流教室（2） 古巨基、呂爵安  | 飄流教室 古巨基、呂爵安       | 飄流教室（2） 古巨基、呂爵安  | 作品的說話（10） 姜濤         |
| 29 | 飄流教室（3） 古巨基、呂爵安  | 作品的說話（9） 姜濤          | 飄流教室（3） 古巨基、呂爵安  | 作品的說話（11） 姜濤         |
| 30 | Distance 陳卓賢               | Distance 陳卓賢               | 飄流教室（4） 古巨基、呂爵安  | 作品的說話（12） 姜濤         |
| 31 | 老派約會之必要 MC 張天賦      | 老派約會之必要 MC 張天賦      | 飄流教室（5） 古巨基、呂爵安  | 老派約會之必要 MC 張天賦      |
| 32 | 老派約會之必要（2） MC 張天賦 | 老派約會之必要（2） MC 張天賦 | 老派約會之必要 MC 張天賦      | 老派約會之必要（2） MC 張天賦 |
| 33 | 老派約會之必要（3） MC 張天賦 | 老派約會之必要（3） MC 張天賦 | 飄流教室（6） 古巨基、呂爵安  | 老派約會之必要（3） MC 張天賦 |
| 34 | 老派約會之必要（4） MC 張天賦 | 老派約會之必要（4） MC 張天賦 | 飄流教室（7） 古巨基、呂爵安  | 老派約會之必要（4） MC 張天賦 |
| 35 | 老派約會之必要（5） MC 張天賦 | 風雨不改 姜濤                 | 老派約會之必要（2） MC 張天賦 | Pink Venom BLACKPINK          |
| 36 | 風雨不改 姜濤                 | 老派約會之必要（5） MC 張天賦 | 老派約會之必要（3） MC 張天賦 | 風雨不改 姜濤                 |
| 37 | 風雨不改（2） 姜濤            | 老派約會之必要（6） MC 張天賦 | 老派約會之必要（4） MC 張天賦 | 風雨不改（2） 姜濤            |
| 38 | 老派約會之必要（6） MC 張天賦 | 老派約會之必要（7） MC 張天賦 | 老派約會之必要（5） MC 張天賦 | 風雨不改（3） 姜濤            |
| 39 | 老派約會之必要（7） MC 張天賦 | 老派約會之必要（8） MC 張天賦 | 老派約會之必要（6） MC 張天賦 | 風雨不改（4） 姜濤            |

### 第四季
| 週 | KKBOX                           | JOOX                            | MOOV                            | Spotify                         |
| -- | ------------------------------- | ------------------------------- | ------------------------------- | ------------------------------- |
| 40 | 老派約會之必要（8） MC 張天賦   | 老派約會之必要（9） MC 張天賦   | 老派約會之必要（7） MC 張天賦   | 風雨不改（5） 姜濤              |
| 41 | 老派約會之必要（9） MC 張天賦   | 老派約會之必要（10） MC 張天賦  | 自我安慰 古巨基、張天賦         | 風雨不改（6） 姜濤              |
| 42 | We All Are MIRROR               | We All Are MIRROR               | 自我安慰（2） 古巨基、張天賦    | 風雨不改（7） 姜濤              |
| 43 | We All Are（2） MIRROR          | We All Are（2） MIRROR          | We All Are MIRROR               | 風雨不改（8） 姜濤              |
| 44 | 到底發生過什麼事 Dear Jane      | We All Are（3） MIRROR          | We All Are（2） MIRROR          | 風雨不改（9） 姜濤              |
| 45 | 到底發生過什麼事（2） Dear Jane | 到底發生過什麼事 Dear Jane      | We All Are（3） MIRROR          | 到底發生過什麼事 Dear Jane      |
| 46 | 地球上的最後一朵花 陳卓賢       | 到底發生過什麼事（2） Dear Jane | 到底發生過什麼事 Dear Jane      | 到底發生過什麼事（2） Dear Jane |
| 47 | 永順街39號 盧瀚霆               | 到底發生過什麼事（3） Dear Jane | 到底發生過什麼事（2） Dear Jane | 風雨不改（10） 姜濤             |
| 48 | 永順街39號（2） 盧瀚霆          | 人啊人 陳奕迅                   | 到底發生過什麼事（3） Dear Jane | 永順街39號 盧瀚霆               |
| 49 | 永順街39號（3） 盧瀚霆          | 到底發生過什麼事（4） Dear Jane | 到底發生過什麼事（4） Dear Jane | 永順街39號（2） 盧瀚霆          |
| 50 | 到底發生過什麼事（3） Dear Jane | 到底發生過什麼事（5） Dear Jane | 到底發生過什麼事（5） Dear Jane | 永順街39號（3） 盧瀚霆          |
| 50 | 到底發生過什麼事（4） Dear Jane | 到底發生過什麼事（6） Dear Jane | 到底發生過什麼事（6） Dear Jane | 永順街39號（4） 盧瀚霆          |
| 52 | 到底發生過什麼事（5） Dear Jane | 第二最愛 古巨基、Tyson Yoshi    | 到底發生過什麼事（7） Dear Jane | 永順街39號（5） 盧瀚霆          |
| 53 | 到底發生過什麼事（6） Dear Jane | 到底發生過什麼事（7） Dear Jane | 到底發生過什麼事（8） Dear Jane | 永順街39號（6） 盧瀚霆          |

## 相關頁面
- 2022年度香港各大電子傳媒機構冠軍歌曲列表